# Crepis asadbarensis
Crepis asadbarensis là một loài thực vật có hoa trong họ Cúc. Loài này được Bornm. ex Rech.f. mô tả khoa học đầu tiên năm 1977.